# Albert P. Ruerat
Albert Pradervand Ruerat (* 24. Mai 1904; † 24. August 1987) war ein US-amerikanischer Politiker (Republikanische Partei) und von 1937 bis 1948 Bürgermeister von Warwick, Rhode Island.

## Leben
Ruerat war seit 1925 verheiratet. 1930 zog er von Providence nach Warwick. Seine politische Karriere begann 1933, als ein republikanisches Mitglied des Stadtrats starb. Bei der daraus resultierenden Nachwahl konnte Ruerat erfolgreich ein Mandat erringen.
1936 kandidierte er bei der Bürgermeisterwahl am 3. November. Die Wahl brachte ein knappes Ergebnis und war von Betrugsvorwürfen überschattet. Ruerat legte schließlich im Dezember desselben Jahres Beschwerde vor dem Supreme Court of Rhode Island ein. Dies führte dazu, dass der bisherige demokratischen Amtsinhaber John A. O’Brien, der ursprünglich zum Sieger erklärt worden war, Ruerat mit einem Abstand von 549 Stimmen unterlag. In den nächsten Jahren wurde Ruerat fünfmal wiedergewählt und bekleidete das Amt des Bürgermeisters von Warwick bis 1948. 1948 verzichtete er auf eine erneute Kandidatur, um bei der im selben Jahr stattfindenden Wahl zum Gouverneur von Rhode Island anzutreten. Er unterlag jedoch mit 38,4 % zu 61,2 % der abgegebenen Stimmen dem demokratischen Amtsinhaber John O. Pastore.
Ruerat war aktiver Freimaurer und bekleidete unter anderem 1951 das Amt des Großmeisters der Grand Lodge of Rhode Island.
Ruerat starb, mittlerweile verwitwet, im August 1987 nach kurzer Krankheit.